# Scambus punctatus
Scambus punctatus là một loài tò vò trong họ Ichneumonidae.